# Noreen Corcoran
Noreen Margaret Corcoran (Quincy, 20 ottobre 1943 – Van Nuys, 15 gennaio 2016) è stata un'attrice statunitense.

## Filmografia parziale

### Cinema
- I Love Melvin, regia di Don Weis (1953)
- La regina vergine (Young Bess), regia di George Sidney (1953)
- Sogno di Bohème (So This Is Love), regia di Gordon Douglas (1953)
- Tanganika (Tanganyika), regia di Andre deToth (1954)
- Gidget a Roma (Gidget Goes to Rome), regia di Paul Wendkos (1963)

### Televisione
- Corky, il ragazzo del circo (Circus Boy) – serie TV, episodio 1x27 (1957)
- Bachelor Father – serie TV, 157 episodi (1957-1962)
- Going My Way – serie TV, episodio 1x17 (1963)
- Mr. Novak – serie TV, episodio 1x29 (1964)